# Логин Михайло Романович
Миха́йло Рома́нович Логин (3 лютого 1988, с. Коти, Яворівський район, Львівська область — 11 липня 2014, с. Зеленопілля, Довжанський район, Луганська область) — український військовик, солдат Збройних сил України. Учасник російсько-української війни.

## Життєпис
Народився в багатодітній родині, батьки ростили дев'ятьох дітей. Весною 2014 року мобілізований, радіотелефоніст-лінійний наглядач гаубичної самохідно-артилерійської батареї гаубичного самохідно-артилерійського дивізіону, 24-та окрема механізована бригада.
З літа 2014 року перебував у зоні бойових дій. 11 липня 2014 року в районі села біля Зеленопілля Луганської області близько 4:30 ранку російсько-терористичні угрупування обстріляли з РСЗВ «Град» блок-пост українських військових, у результаті обстрілу загинуло 19 військовослужбовців.
23 липня 2014 року похований у селі Коти на Яворівщині.
Залишилися батько Роман Федорович, мама Катерина Василівна, дружина Юлія, син Матвій (нар. 2013).

## Нагороди
14 березня 2015 року — за особисту мужність і героїзм, виявлені у захисті державного суверенітету та територіальної цілісності України, вірність військовій присязі під час російсько-української війни, відзначений — нагороджений орденом «За мужність» III ступеня (посмертно).